# Maika
Maika (舞華, Maika, née le 24 mars 1998) est une catcheuse (lutteuse professionnelle) japonaise. Elle lutte actuellement à la World Wonder Ring Stardom. Elle est la co-cheffe du clan Empress Nexus Venus avec Mina Shirakawa.
Maika était également cofondatrice du clan Donna Del Mondo, et ancienne championne World of Stardom, Goddesses of Stardom, Artist of Stardom et Future of Stardom.

## Carrière de catcheuse

### Circuit indépendant (2019-2020)
Maika fait ses débuts de catcheuse le 7 mai 2019 à TAKATaichiMania II, un show indépendant produit par Taka Michinoku et Taichi, où elle a obtient une victoire face à Mima Shimoda.

### World Wonder Ring Stardom (2020-...)

#### Donna Del Mondo (2020-2024)
Lors d'un show de la compagnie Just Tap Out le 14 janvier 2020, Maika obtient un match contre Utami Hayashishita pour le championnat Future of Stardom, sans succès. Après le match, Giulia arrive sur le ring et propose à Maika de rejoindre son nouveau clan : Donna Del Mondo. Ce match marque également le début d'une rivalité entre Maika et Utami. Maika fait ses débuts à la World Wonder Ring Stardom le 19 janvier, dans un match en équipe avec ses coéquipières de Donna Del Mondo pour vaincre le Tokyo Cyber Squad (Death Yama-san, Hana Kimura et Leyla Hirsch). Le 8 février, Maika, Giulia et Syuri remportent le championnat par trio Artist of Stardom en battant Queen's Quest ( AZM, Momo Watanabe et Utami Hayashishita). Le 14 juillet, Maika remporte le championnat Future of Stardom en battant Saya Iida et Saya Kamitani dans un match triple menace. Le 14 novembre, Maika, Giulia et Syuri perdent leur championnat Artist of Stardom contre Bea Priestley, Natsuko Tora et Saki Kashima d'Oedo Tai. À le 20 décembre, Maika perd son championnat Future of Stardom le 20 décembre 2020 à Osaka Dream Cinderella contre Saya Iida dans un autre match à trois impliquant de nouveau Saya Kamitani,.
Le 17 janvier 2021, Maika obtient sa première opportunité pour le championnat World of Stardom contre sa rivale, tenante du titre, Utami Hayashishita lors du show célébrant le 10e anniversaire de la compagnie, mais perd le match. Le 14 février, Maika et Himeka (qui adopteront plus tard le nom d'équipe MaiHime) battent Bea Priestly et Konami d'Oedo Tai pour remporter le championnat Godesses of Stardom,. Lors de All Star Dream Cinderella le 3 mars, MaiHime défend le championnat Goddesses of Stardom contre une autre équipe représantante d'Oedo Tai (Natsuko Tora et Saki Kashima). MaiHime perd leur championnat le 4 avril lors de Yokohama Dream Cinderella 2021 face à leurs partenaires de Donna Del Mondo, Giulia et Syuri. Maika atteint la finale du Cinderella Tournament 2021, où elle s'incline face à Saya Kamitani. Elle participe également au 5 Star Grand Prix 2021, dans le bloc B. Le 9 octobre, Maika, Himeka et Natsupoi, qui adopteront plus tard le nom d'équipe MaiHimePoi, remportent championnat Artist of Stardom en battant les Cosmic Angels (Mina Shirakawa, Tam Nakano et Unagi Sayaka),. Lors de Stardom 10th Anniversary Grand Final Osaka Dream Cinderella, le 9 octobre, MaiHimePoi conservent leur championnat Artist of Stardom lors d'un match contre Queen's Quest (Momo Watanabe, AZM et Saya Kamitani). Lors de la Goddesses of Stardom Tag League 2021, Maika participe au tournoi en équipe avec Syuri (sous le nom d'équipe Ponytail et Samurai Road) dans le Blue Goddess Block, où elles finissent le tournoi avec un score de 6 points. Lors de Tokyo Super Wars le 27 novembre, Maika échoue à nouveau de prendre le championnat World of Stardom d'Utami Hayashishita, et à Osaka Super Wars le 18 décembre, MaiHimePoi remportent le ¥10 Million Unit Tournament en battant Marvelous (Takumi Iroha, Rin Kadokura et Maria) en demi-finale et les Stars (Mayu Iwatani, Hazuki et Koguma) en finale dans un match de l'échelle, conservant leur championnat Artist of Stardom. À Dream Queendom le 29 décembre, MaiHimePoi conservent leurs ceintures contre Cosmic Angels (Mina Shirakawa, Unagi Sayaka et Mai Sakurai).
Lors de Nagoya Supreme Fight le 29 janvier 2022, MaiHime perdent contre FWC dans un match pour le championnat Goddesses of Stardom. Elle atteint le second tour du Cinderella Tournament 2022 où elle fait face à Saya Kamitani, mais s'éliminent toutes les deux en passant par-dessus la troisième corde. Au Golden Week Fight Tour le 5 mai, Maika défie sans succès Saya Kamitani pour le championnat Wonder of Stardom. Lors de Flashing Champions le 28 mai, MaiHimePoi perdent le championnat Artist of Stardom contre Oedo Tai (Starlight Kid, Momo Watanabe et Saki Kashima). Lors de Fight in the Top le 26 juin, Maika a fait équipe avec Giulia et Mai Sakurai pour une autre opportunité au championnat Artist of Stardom, cette fois dans un match à trois équipes impliquant également God's Eye (Syuri, Ami Sourei et Mirai ). À Mid Summer Champions at Nagoya le 24 juillet, Maika fait cette fois équipe avec Giulia et Himeka pour perdre à nouveau un match de championnat. Maika participe au 5 Star Grand Prix 2022, dans le bloc Red Stars, où elle marque un total de 15 points. Le 3 novembre, Maika obtient une nouvelle opportunité au championnat World of Stardom face à Syuri à Hiroshima Goddess Festival mais perd le match.
Le 27 mai 2023, lors de Flashing Champions, Maika gagne un match en équipe avec Mei Seira et Suzu Suzuki contre la Neo Stardom Army (Nanae Takahashi et Yuna Mizumori) et Hanako. À la suite de ce match, Maika continuera à faire fréquemment équipe avec Seira et Suzuki. De juillet à septembre, Maika participe au 5 Star Grand Prix 2023, au cours duquel elle atteint la finale et perd contre Suzu Suzuki. Du 15 octobre au 12 novembre, Maika et Megan Bayne, connues ensemble sous le nom de Divine Kingdom, participent à la Goddesses of Stardom Tag League 2023. Elles remportent le tournoi en battant CRAZY STAR (Mei Seira et Suzu Suzuki) en finale,. À Dream Queendom 2023, Maika remporte enfin le championnat World of Stardom en battant Suzu Suzuki dans un match pour le titre vacant. Lors d'Ittenyon Stardom Gate le 4 janvier 2024, Donna Del Mondo annonce sa dissolution.

#### Empress Nexus Venus (2024-...)
Le 20 janvier 2024, Maika, Hanako, Mina Shirakawa, Waka Tsukiyama et Xena reforment le Club Venus en un nouveau clan, avec Maika et Shirakawa comme co-cheffes,. Le 27 janvier, le clan adopte le nom d'Empress Nexus Venus. Le 30 mars, Maika, Mina Shirakawa et Xena remportent le championnat Artist of Stardom en battant Abarenbo GE. Elle perd son championnat World of Stardom à Sapporo le 28 juillet face à Natsuko Tora (en). Maika, Shirakawa et Xena perdent leur championnat Artist of Stardom le 4 août face à Natsupoi, Saori Anou et Tam Nakano.

### New Japan Pro-Wrestling (2021)

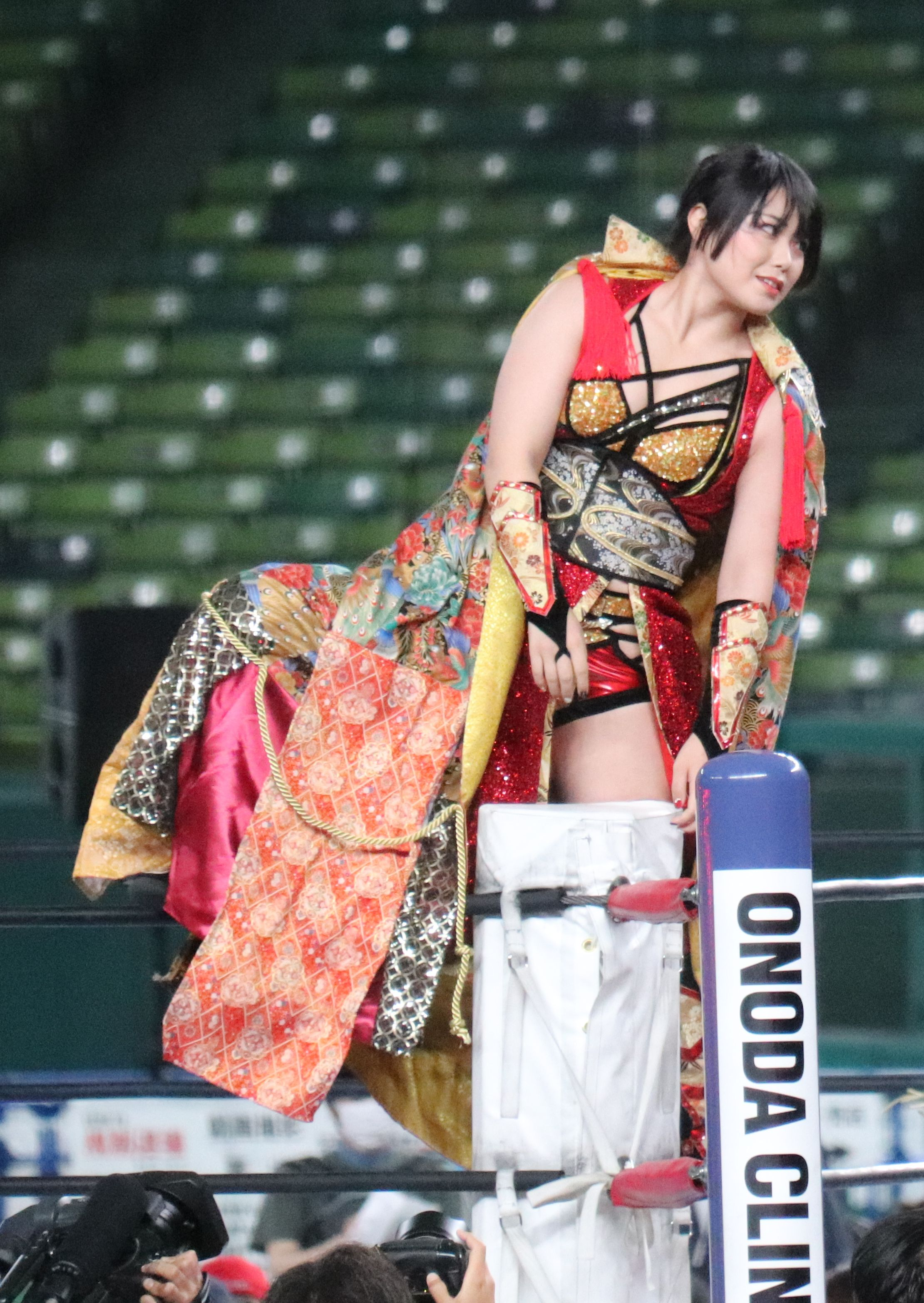
Maika lors de la première nuit du Wrestle Grand Slam au MetLife Dome le 4 septembre 2021.

En 2021, la New Japan Pro Wrestling, fédération exclusivement masculine, commence à organiser des matchs d'exhibition entre femmes avec des catcheuses de la Stardom, incluant Maika. Lors de la deuxième soirée de Wrestle Kingdom 15, le 5 janvier 2021, Maika fait équipe avec ses camarades de Donna Del Mundo Himeka et Natsupoi lors d'une défaite contre Queen's Quest (AZM, Saya Kamitani et Utami Hayashishita). Lors de la première nuit de Wrestle Grand Slam in MetLife Dome le 4 septembre, Maika fait équipe avec Lady C lors d'une défaite contre Queen's Quest (Saya Kamitani et Momo Watanabe).

## Palmarès
- World Wonder Ring Stardom

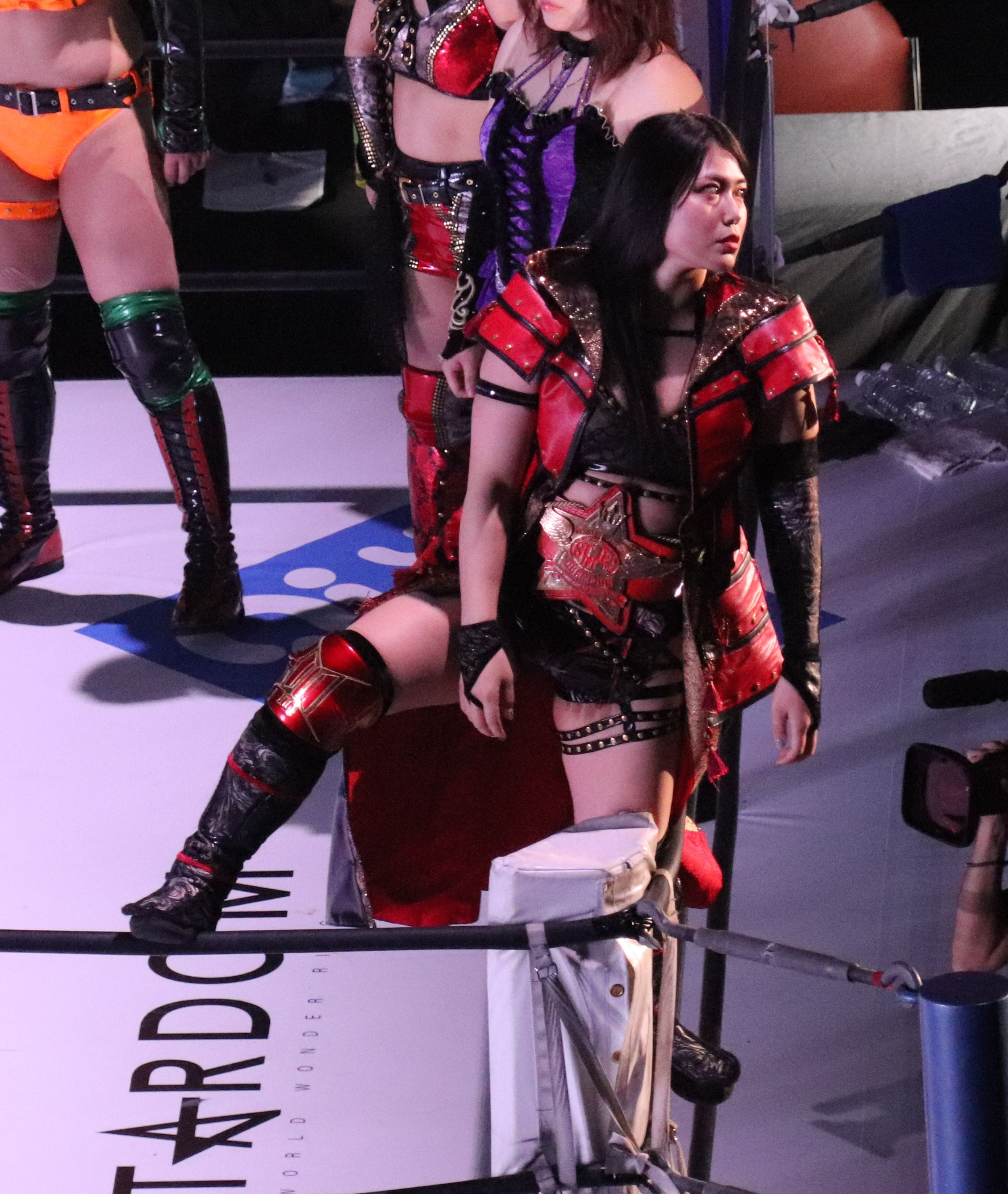
À la Stardom, Maika est trois fois championne Artist of Stardom.

  - Championnat World of Stardom (1 fois)
  - Championnat Artiste of Stardom (3 fois) – avec Giulia et Syuri (1)[6], Himeka et Natsupoi (1), Mina Shirakawa et Xena (1)[18],[19]
  - Championnat Future of Stardom (1 fois)[7]
  - Championnat Goddesses of Stardom (1 fois) – avec Himeka[12],[13],[48]
  - Goddesses of Stardom Tag League (2023) – avec Megan Bayne[36],[37]
  - Prix GP 5★Star
    - Prix du meilleur match des Blue Stars (2023) vs. Mirai on September 30[49]
    - Prix de l'esprit combatif (2020)
    - Prix du meilleur match des Red Stars (2022) vs. Himeka on October 1[50]

  - Récompenses de fin d'année Stardom (2 fois)
    - Prix du meilleur clan (2020) as part of Donna Del Mondo[51]
    - Shining Award (2023)[52]

## Récompenses des magazines
- Pro Wrestling Illustrated

| Année | 2021 | 2022        | 2023 | 2024 |
| ----- | ---- | ----------- | ---- | ---- |
| Rang  | 46   | Non classée | 71   | 4    |